# Software Defined Vehicle
SDV (Software Defined Vehicle)는 소프트웨어로 하드웨어를 제어하고 관리하는 자동차를 뜻한다.  소프트웨어를 수시로 업데이트해 성능을 개선하고 앱을 설치해 새로운 기능도 추가하는 스마트폰과 유사한 모습이다. SDV는 소프트웨어가 자동차의 주행 성능은 물론 편의 기능, 안전 기능, 차량의 감성 품질 및 브랜드의 아이덴티티까지 규정한다. 크게 OTA 업데이트와 통합 ECU, 차량용 소프트웨어 및 클라우드 등으로 구성되는 전자 아키텍처, 모빌리티 및 커넥티비티 서비스를 통합하고 서드 파티 사업자까지 고려한 서비스 플랫폼 등으로 구성된다.
자동차 제조사들은 SDV를 통해 ECU의 공용화와 소프트웨어 내재화로 차량 개발비 절감이 가능하며, 전자 아키텍처 기반의 고성능 컴퓨터와 네트워크를 통해 자율 주행 기술 고도화가 가능해진다. 또한, OTA 업데이트를 활용해 운전자에게 신규 서비스 및 차량 성능 향상 효과를 제공한다.

## SDV 보안
이런 SDV 전환 과정에서 보안 문제가 대두될 수밖에 없다는 업계 공통 시각이 있다. 차량 내 SW가 중심으로 자리잡으면서 무선 소프트웨어 업데이트(OTA)기능을 이용한 시스템 업그레이드 등이 잦아지고 주행관련 중요 정보가 통신으로 오가는 만큼, 차량에 대한 외부 공격 위협이 커진다는 우려도 있다.
사이버보안 중요성이 높아지면서, 유엔 유럽경제위원회(UNECE)는 자동차에 사이버 공격에 대처할 수 있는 시스템 탑재를 의무화했다. 이에 2023년 7월부터 56개 협약국에 출시되는 모든 신차는 CSMS 인증을 받아야 유럽, 일본 등 세계 주요 국가에서 차량을 판매할 수 있다. 2024년 7월부터는 모든 차량이 적용 대상이다. 자동차 사이버보안의 중요성이 높아지면서 완성차 업체는 물론 자동차 부품사를 비롯해 자동차 보안회사까지 다양한 기업들이 관련 투자 및 솔루션을 선보이며 주목받고 있다.
SDV는 운전자 및 교통 흐름 등 다양한 정보를 바탕으로 새로운 서비스를 제공할 수도 있고, 개별적으로 제공되는 차량 내 탑재 소프트웨어에 대한 통합 플랫폼으로 차량 내 모든 정보가 쉽게 관리가 가능하고, 차량 내 소프트웨어 개발 및 상호 호환성도 OTA 통해 가능하여, 계속 진화가 가능하다.
자동차 부품들이 전장화되고, 내외부의 많은 부품과 서비스가 소프트웨어로 연결되면서, 차량에 등록된 개인정보, 스마트키, 자동차 운영 소프트웨어에 대한 외부 접근 경로가 많아졌다. 이는 곧 외부로부터 차량에 대한 공격 위협이 높아졌다는 것을 의미하기도 한다. 차량 완성차 업계가 소프트웨어에 힘을 줄수록 자동차 보안은 주목을 받을 수 밖에 없다.

## 같이 보기
- 소프트웨어
- 하드웨어